# مدهواچاریا
مدهواچاریا (سانسکریت: मध्वाचार्य، آوانگاری: Madhvācārya، تلفظ سانسکریت: [mɐdʱʋaːˈtɕaːrjɐ])، در ساحل غربی کرناتکه هند در قرن سیزدهم به دنیا آمد. مادهوا در رشته فلسفه کلاسیک هندوستان تحصیل کرد و اوپانیشادهای موکیه، بهگود گیتا وبراهما سوتراس (پراستاناترائی) را تفسیر کرد و در اعتبار خود سی و هفت اثر از سانسکریت را در کارنامه خود نیز دارد. سبک نوشتن او بسیار شجاعانه و دارای بیانی فشرده بود. برترین اثر او آنوویاکیانا محسوب می‌شود. این اثر یک اثر تکمیل کننده فلسفه برای باسیای براهما سوتراس بوده که به شیوه شعرگونه نوشته شده‌است. در برخی از کارهایش او خود را آواتار وایو، پسر خدای ویشنو اعلام کرده‌است.
مدهواچاریا منتقد آموزه‌هایی مانند ویدانته ادویته اثر عدی شانکارا و رامانوجا اثر ویشیشت‌ ادویته بوده‌ است. او به دفعات هندوستان را سفر کرد و از مکان‌هایی همانند بادرینات، بنگال، واراناسای، دواراک، گوآ و کانیاکوماری دیدن کرد و در مناظرات فلسفه ای شرکت کرد و مراکز آموزشی هندویی را بازدید کرد. مادهوا کریشنا موت را در اودوپی با مورتی که در سال ۱۲۸۵ از دوارکا گجرات محافظت شده بود تأسیس نمود.
آموزه‌های مدهواچاریا بر این فرض بنا شده که بین آتمن (روح فردی، خویشتن) و برهمن (واقعیت نهایی، خدای ویشنو) تفاوتی اساسی وجود دارد، اینها دو واقعیت تغییرناپذیر متفاوت هستند که روح فردی وابسته به برهمن است و هرگز عینی نمی‌باشد. آموزه‌های مکتب دوگانه خداباورانه مخالف با آموزه‌های یگانه گرایی بود که این آموزه یگانه گرایی در دو مکتب پرنفوذ ویدانته مبنی بر غیردوگانگی آدوایتا و غیردوگانه‌گرایی واجد شرایط ویشیشتادوایتا بود. مادهوا از یزدان‌شناسی آزادگری دفاع کرد که تنها راه رسیدن به آن از طریق شامل لطف خداوند شدن می‌باشد. مکتب دویتا توسط مادهوا تحت تأثیر ویشنو پرستی به همراه آدوایتا ویدانته و ویشیشتادوایتتا ویدانته تأسیس شد که جنبش بهکتی در هند قرون وسطی، و یکی از سه فلسفه تأثیر گذار ویدانته بوده‌است. کولاندران و کریمر در مورد تأثیر تاریخی مادهوا در آیین هندوئیسم می‌گویند که: مفید بوده‌است، اما گسترده نیست.

## زندگی‌نامه
سال تولد مدهواچاریا نامشخص است. بسیاری از منابع سال تولد او را بین سال‌های ۱۲۳۸ تا ۱۳۱۷ می‌دانند اما برخی نیز بر این عقیده هستند که او بین سالهای ۱۱۹۹ تا ۱۲۷۸ متولد شده‌است.
مدهواچاریا در پاجاکا نیزاودوپی در یک منطقه ساحلی ایالت کارناتاکا در هندوستان امروزی متولد شد. طبق سنت‌ها اعتقاد بر این است که نام نام پدر او نادویلایا است (سانسکریت: مادهیاگها، مادهیاماندیرا) و نام مادر او نامشخص است هرچند منابع بسیاری ادعا می‌کنند که نام مادر وی سادیاواتی و ویداواتی بوده‌است. با متولد شدن در یک خانواده برهمایی که به زبانن تولو صبحت می‌کنند او واسودوا نامیده شد. او بعداً به نام‌های پورناپراجنا، آنانداتیرتها و مادهواچاریا (یا فقط مادهوا) معروف شد. پورناپراجنا نامی بود که زمانی که شروع به کار سانیاسا (ترک یا کناره‌گیری) در نوجوانی به او داده شده بود. این نام زمانی به او اعطا شد که او به عنوان رهبر صومعه اش به نام آنند تیرتها برگزیده شد. سه نام دیگر او در کارهایش یافت شد. مادهواچاریا یا مادهوا نامهایی هستند که در ادبیات مدرن از بقیه نام‌ها رایجتر بوده یا دوایتا ویدانته که مربوط به ادبیات بوده‌است.
مادهوا مدرسه اش را پس از اوپانایانا در سن هفت سالگی شروع کرد و هرچند که پدرش در ابتدا مخالف بود در نوجوانی یک راهب یا سانیاسی شد. او در صومعه آدوایتا ویدانته در اودوپی (کرناتکه) عضو شد و گورو آچیوتاپرکشا را که در برخی از منابع با نام آچیوترپراجنا به او اشاره می‌شود را پذیرفت.

## ارجاعات
1. 1 2  Sharma 1962, p. xv.
2. ↑  Bryant 2007, p. 357.
3. ↑  Sheridan 1991, p. 117.